# Kauê
Kauê Caetano da Silva, plus communément appelé Kauê, est un footballeur brésilien évoluant au poste d'avant-centre.

## Biographie
Il a joué 88 matchs en 1re division turque sous les couleurs de Konyaspor.